# VMF-218
Le Marine Fighting Squadron 218 (VMF-218) était un escadron de chasseurs de réserve du Corps des Marines des États-Unis qui a été activé à l'origine pendant la Seconde Guerre mondiale. Connus sous le nom de « Hellions », ils ont volé dans tout le Pacifique Sud mais ont vu la majorité de leurs combats pendant la campagne des Philippines (1944-45). L'escadron a abattu 18 avions ennemis au cours de la guerre,,.